# Belford (Northumberland)
Belford è un paese di 1 258 abitanti della contea del Northumberland, in Inghilterra.